# Континьи
Континьи́ (фр. Contigny) — коммуна во Франции, находится в регионе Овернь. Департамент коммуны — Алье. Входит в состав кантона Сен-Пурсен-сюр-Сиуль. Округ коммуны — Мулен.
Код INSEE коммуны — 03083.

## Население
Население коммуны на 2008 год составляло 602 человека.
| 1962 | 1968 | 1975 | 1982 | 1990 | 1999 | 2008 |
| ---- | ---- | ---- | ---- | ---- | ---- | ---- |
| 601  | 630  | 574  | 533  | 542  | 559  | 602  |

## Экономика
В 2007 году среди 392 человек в трудоспособном возрасте (15—64 лет) 289 были экономически активными, 103 — неактивными (показатель активности — 73,7 %, в 1999 году было 67,5 %). Из 289 активных работали 273 человека (145 мужчин и 128 женщин), безработных было 16 (8 мужчин и 8 женщин). Среди 103 неактивных 29 человек были учениками или студентами, 31 — пенсионерами, 43 были неактивными по другим причинам.